# Dieter Zimmer (Politiker)
Dieter Zimmer (* 12. Oktober 1958 in Offenthal) ist ein deutscher Politiker (SPD) und war von Januar 2007 bis Februar 2019 Bürgermeister von Dreieich.

## Ausbildung und Beruf
Zimmer wuchs in Offenthal auf und besuchte von 1964 bis 1968 die dortige Grundschule. Danach besuchte er von 1968 bis 1974 die Ludwig-Erk-Schule in Dreieichenhain, erhielt dort die Mittlere Reife und ging nun auf die Ricarda-Huch-Schule in Sprendlingen, an der er 1978 das Abitur machte.
Zimmer begann nun seine Laufbahn im gehobenen Verwaltungsdienst der Stadt Dreieich und bekleidete dort verschiedene Funktionen, unter anderem wurde er 1982 Sachbearbeiter im Personalamt, 1983 Sachgebietsleiter für die Lohn- und Vergütungsabrechnung im Personalamt, sowie nach seiner Versetzung ins Sozialamt 1985 Leiter diverser dortiger Abteilungen. 1991 erfolgte seine Ernennung zum stellvertretenden Amtsleiter des Sozialamtes.

## Politische Karriere
Im August 2001 wurde Zimmer, der seit dem 12. Februar 1989 Mitglied der SPD und seit 1990 Mitglied im Vorstand des SPD-Ortsvereins Offenthal ist, zum Ersten Stadtrat von Dreieich gewählt und übte dieses Amt bis 2006 aus. Als Erster Stadtrat übernahm er gleichzeitig das Amt des Sozialdezernenten. 
Am 17. September 2006 wurde Zimmer mit 67,1 % der Stimmen zum Bürgermeister von Dreieich gewählt. Am 16. Januar 2007 erfolgte seine Amtseinführung. Bereits sein Großvater Georg Zimmer war in der SPD politisch aktiv und bekleidete von 1945 bis 1960 das Amt des Bürgermeisters von Offenthal. Am 16. September 2012 wurde Dieter Zimmer mit 70,7 % der Stimmen als Bürgermeister wiedergewählt. Er setzte sich hierbei gegen fünf Gegenkandidaten durch. Bei der Bürgermeisterwahl 2018 verzichtete er aus gesundheitlichen Gründen auf eine erneute Kandidatur.
Zimmer ist seit März 2001 Kreistagsabgeordneter. 